# Tom Gugliotta
Thomas James Gugliotta (ur. 19 grudnia 1969 w Huntington Station) – amerykański koszykarz, skrzydłowy, uczestnik meczu gwiazd NBA.

## Osiągnięcia
Na podstawie, o ile nie zaznaczono inaczej.
NCAA
- Uczestnik rozgrywek:
  - Sweet 16 turnieju NCAA (1989)
  - turnieju NCAA (1989, 1991)
- Mistrz sezonu zasadniczego konferencji Atlantic Coast (ACC – 1989)
- Zaliczony do:
  - I składu ACC (1992)
  - II składu ACC (1991)
  - III składu All-American (1992 przez NABC)

NBA
- Uczestnik meczu gwiazd NBA (1997)
- Wybrany do I składu debiutantów NBA (1993)[2]

Reprezentacja
- Mistrz Ameryki (1999)[3]